# Capoeiras (ort)
Capoeiras är en ort i Brasilien.   Den ligger i kommunen Capoeiras och delstaten Pernambuco, i den östra delen av landet, 1 500 km nordost om huvudstaden Brasília. Capoeiras ligger 884 meter över havet och antalet invånare är 4 861.
Terrängen runt Capoeiras är platt åt sydväst, men åt nordost är den kuperad. Terrängen runt Capoeiras sluttar österut. Runt Capoeiras är det ganska tätbefolkat, med 70 invånare per kvadratkilometer.. Närmaste större samhälle är Caetés, 4,3 km söder om Capoeiras.
Omgivningarna runt Capoeiras är huvudsakligen savann.